# Сантус Диас, Жоржи Луис дус
Жо́ржи Лу́ис дус Са́нтус Ди́ас (порт.-браз. Jorge Luís dos Santos Dias; 11 февраля 1976, Нова-Игуасу) — бразильский футболист, защитник.

## Карьера
Воспитанник футбольной школы клуба «Флуминенсе». За основную команду Жоржи Луис выступал с 1996 по 2000 год. В её составе в 1999 году стал победителем Серии C. В 2001 перешёл в клуб «Санта-Круз» из Ресифи. Через год Жоржи покинул Бразилию и присоединился к португальскому коллективу «Варзин». В сезоне 2002/03 Луис провёл 19 матчей и забил 1 гол. «Варзин» занял 16-е место и вылетел во вторую лигу. Жоржи не стал продлевать контракт с клубом и перешёл в «Брагу». В чемпионате Португалии Луис сыграл 69 матчей, забив 1 гол. В Кубке УЕФА 2005/06 он провёл 2 матча. В 2005 году был признан лучшим крайним защитником португальской Суперлиги. В 2006 Жоржи Луиса купило московское «Динамо» за 2 500 000 евро. В марте и апреле он сыграл два матча в Кубке России. В чемпионате дебютировал в 5-м туре 17-го апреля, во встрече с «Ростовом». В первой половине сезона Луис сыграл ещё 5 матчей чемпионата и 1 Кубка, после чего вернулся в «Брагу» на правах аренды. В 2007 покинув «Динамо», Жоржи уехал на родину, где выступал за «Интернасьонал», «Порту-Алегри» и КРБ. В 2010 году он завершил карьеру в португальской команде «Трофенсе».